# Salsitxa de Viena
La salsitxa de Viena o salsitxa vienesa, anomenada en alemany  Wiener Würstchen  (abreujat  Wiener , a Suïssa  Wienerli) o Frankfurter Würstel (a Àustria, abreujat majoritàriament com Frankfurter) és una Brühwurst (salsitxa escaldada) feta amb budell natural d'ovella (Saitling). És una variant de la salsitxa de Frankfurt original (Frankfurter Würstchen  en alemany), que a diferència d'aquesta es fa amb carn de vedella i de porc.

## Definició
A Viena el nom Wiener (salsitxa vienesa) porta fàcilment a confusió, ja que és un tipus d'embotit, i per això es denominen Frankfurter. A Suàbia, on es serveixen sovint en els Linse mit Spätzle (llenties amb pasta), es diuen Saitenwurst (salsitxes en budell, o sovint simplement Saito) i en algunes regions també Wienerle (vienesa petita).
Una vienesa normal pesa entre 50 i 70 g. Les més llargues, d'uns 60 cm, se'ls diu també Sacherwürstel (salsitxes de Sacher) i pesen entre 85 i 90 g. Ambdues varietats solen servir-se en parells. Les més petites Cocktailwürstel (salsitxes de còctel) o Teewürstel (salsitxes de te) pesen 30 g. Les Meran Würstchen (salsitxes de Meran) tenen un gust una mica picant i inclouen trossos de pernil.

## Història
La disputa sobre l'origen de la salsitxa és antiga: a Frankfurt del Main es coneixia la  Frankfurter Würstchen  suposadament ja a l'Edat Mitjana. Es diu fins i tot que la vienesa es va inventar allà.
D'altra banda, es diu que va ser Johann Georg Lahn (1772-1845), un carnisser de Frankfurt que va emigrar a Viena, on les anomenades Frankfurter van ser un gran èxit, estenent des del segle xix. Lahn era de Gasseldorf, en la Suïssa Francòfona. Va aprendre l'ofici de carnisser a Frankfurt. A principis del XIX es va traslladar a Viena, on des del 15 maig 1805 va vendre en l'actual n. º 111 del carrer Neustiftgasse seves salsitxes fumades amb una recepta lleugerament diferent, afegint vedella (actualment sol ser un 30%). En aquella època els carnissers de vedella i porc estaven estrictament separats a Frankfurt, però no a Viena, de manera que Lahn va poder produir els seus  frankfurters  d'aquesta manera.
Aquesta història és la versió de la família Lahn. El  Appetit-Lexikon  austríac de 1894 no esmentava a Lahn, però sí que deia: «La  Frankfurter Würstchen  de carn de porc picada en tripa de moltó del gruix d'un dit són una invenció del segle xix, que el 1840 va venir del sud d'Alemanya a Viena. » No es fa esment a la vedella. Al segle xix es prenien a Àustria acompanyades amb rave picant i cervesa com aperitiu.

## Legislació
Al Codex Alimentarius austriacus cauen sota la categoria B.4.2.1 - Bratwurst i són una marca comercial. Sacherwürstel és un nom genèric que tothom pot utilitzar, però segons la sentència de la Cort Suprema Austríaca (OGH) només l'Hotel Sacher pot emprar el nom amb els prefixos 'autèntica' (Echt) o 'original'. Al  Codex  es distingeixen les varietats «1 a): Frankfurter i altres salsitxes amb denominació ressaltada» i la « 1 b): Frankfurter, Wiener Würstel, Sacher-, Tee-, Cocktailwürstel i altres salsitxes ». A més, es descriuen tres receptes bàsiques.
A la pasta d'una Frankfurter s'empren diferents talls de vedella i porc de 1a classe, cansalada de 2a classe, aigua en forma de gel (pel que no és bo processar mecànicament a molta temperatura) i, en la versió estàndard, midó de patata.
La vedella de 1a conté un 8% de greix i pot incloure les següents parts de l'animal, que ha de netejar-se de tendons: pernil o cama (anomenat en el tall vienès de la vedella  knöpfel) sense les mans, rosbif (beiried) i la part gruixuda de la paleta (Dicke Schulten). La carn de porc de 1a conté un 10% de greix i pot incloure les següents parts de l'animal: carn magra sense nervis ni tendons (stelzenfleisch) del pernil (schlögel), la paleta, el costellam (karree) i el coll (schopfbraten). La cansalada de 2a sense cansalada d'esquena ni escorça té un 80% de greix.
Per a la Frankfurter amb denominació ressaltada es barregen 47 parts de carn de 1a, 23 parts de cansalada de 2a i 30 d'aigua. Per a la salsitxa de Viena convencional hi ha dues receptes: la primera barreja 42 parts de carn de 1a, 25 de cansalada de 2a i 22 d'aigua, i la segona barreja 41 parts de carn de 1a i 30 de cansalada de 2a amb 29 d'aigua. En ambdós casos s'afegeix una part de midó de patata. Depenent del fabricant la selecció de talls de carn pot ser més específica, podent a més afegir barreges d'espècies. Típicament s'empra carn de vedella i porc, distingint-la Rinder-Frankfurter de vedella pura, que és consumida per qui no vol prendre porc.